# Paroisse de De Soto
Pour les articles homonymes, voir De Soto et Comté de DeSoto.
La paroisse de De Soto a été créée par la scission des paroisses de Caddo et de Natchitoches en 1843. Elle est nommée en l'honneur d'Hernando de Soto, explorateur espagnol du XVIe siècle.
La paroisse a une superficie de 2 272 km2 de terre émergée et 45 km2 d’eau.
Elle est enclavée entre la paroisse de Caddo au nord, la paroisse de Red River à l’est, la paroisse des Natchitoches au sud-est, la paroisse de Sabine au sud, le comté de Shelby (Texas) au sud-ouest et le comté de Panola (Texas).
Cinq autoroutes quadrillent la paroisse : l’autoroute régionale (Interstate) n°49, les autoroutes fédérales (U.S. Highway) n° 84, 171 et 371 et l’autoroute de Louisiane (Louisiana Highway) n° 5.

## Démographie
Lors du recensement de l’année 2000, les 25 494 habitants de la paroisse se divisaient en 55,97 % de « Blancs » (soit 14 369 citoyens), 42,16 % de « Noirs » et d’Afro-Américains, 0,51 % d’Amérindiens, 0,11 % d’Asiatiques, 0,05 % de Polynésiens et de Mélanésiens ainsi que 0,54 % de non répertoriés ci-dessus et 0,66 % de personnes métissées.
Selon l'American Community Survey, pour la période 2011-2015, 97,36 % de la population âgée de plus de 5 ans déclare parler l'anglais à la maison, 1,73 % déclare parler l'espagnol, 0,58 % le français et 0,34 % une autre langue.
Dans la paroisse, la pyramide des âges (toujours en 2000) était présentée ainsi : 
- 7 240 personnes étaient des mineures (moins de 18 ans) soit 28,40 % ;

- 2 116 personnes étaient des jeunes adultes (de 18 à 24 ans) soit 8,30 % ;

- 6 705 personnes étaient de jeunes forces de travail (de 25 à 44 ans) soit 26,30 % ;

- 5 864 personnes étaient des forces de travail vieillissantes (de 45 à 65 ans) soit 23,00 % ;

- 3 569 personnes étaient des personnes en âge de la retraite (plus de 65 ans) soit 14,00 %.

L’âge moyen des citoyens de la paroisse était donc de 36 ans, de plus, la paroisse compte 13 362 personnes de sexe féminin (soit 52,41 %) et 12 132 personnes de sexe masculin (soit 47,59 %).
Le revenu moyen par personne s’élève à 28 252 $ (en 2006) alors que 25,10 % des habitants vivent sous le seuil de pauvreté (indice Fédéral).
La Paroisse est divisée en huit villes et villages : Grand Cane, Keachi, Logansport, Longstreet, Mansfield, South Mansfield, Stanley et Stonewall.

## Personnalits liées à la Paroisse
- Henry Marshall (1805-1864), homme politique confédéré décédé dans la Paroisse de De Soto.